# 北海道道798号西風連名寄線
北海道道798号西風連名寄線（ほっかいどうどう798ごう にしふうれんなよろせん）は、北海道名寄市内を結ぶ一般道道（北海道道）である。

## 概要

### 路線データ
- 起点：北海道名寄市風連町西風連（北海道道729号朱鞠内風連線交点）
- 終点：北海道名寄市大通南10丁目（北海道道540号名寄停車場線上）
- 路線延長：12.3 km

## 歴史
- 1973年（昭和48年）3月31日 路線認定[1]。

## 路線状況

### 重複区間
- 西4条南10丁目 - 終点（北海道道540号名寄停車場線）

## 地理

### 通過する自治体
- 上川総合振興局
  - 名寄市

### 交差する道路
名寄市
- 北海道道729号朱鞠内風連線 - 風連町西風連（起点）
- 名寄美深道路（国道40号） - 曙
- 国道40号 - 西4条南10丁目
- 北海道道540号名寄停車場線 - 西4条南10丁目、大通南10丁目（重複）

### 沿線にある施設など
名寄市
- 旭川地方検察庁名寄支部 - 西5条南10丁目
- 名寄西四条郵便局 - 西4条南9丁目